# إرفين فون زاك
إرفين فون زاك (بالألمانية: Erwin Ritter von Zach) هو دبلوماسي نمساوي، ولد في 18 أبريل 1872 في فيينا في النمسا، وتوفي في 19 يناير 1942 في نياس في إندونيسيا.